# レッシェン峠
レッシェン峠（独: Reschenpass レッシェンパス , 伊: Passo di Resia パッソ・ディ・レーズィア）は、中央東アルプス山脈の峠で、オーストリアのチロル州と、イタリアのボルツァーノ自治県（南チロル）の境界に位置する。

## 地理
レッシェン峠は、オーストリア側のイン川流域とイタリア側のアディジェ川流域を分ける分水嶺である。イン川はドナウ川を経て黒海へ、アディジェ川は地中海に注ぎ込んでいる。
行政上、イタリア側はトレンティーノ＝アルト・アディジェ州ボルツァーノ自治県クローン・ヴェノスタ、オーストリア側はチロル州ランデック郡ナウダース (Nauders) の自治体に属する。

## 歴史
レッシェン峠を通過する道は、ローマ帝国時代の紀元前15年にネロ・クラウディウス・ドルースス（初代皇帝アウグストゥスの甥）がティベリウス（後の第2代皇帝）と共に建設を始め、第4代皇帝クラウディウスの時代の47年頃に完成したクラウディア・アウグスタ街道（ローマ街道）として開通した道路である。